# Renzo Fratini
Renzo Fratini (Urbisaglia, província de Macerata, Itàlia, 25 d'abril de 1944) és un prelat catòlic italià, nunci apostòlic emèrit per a la Santa Seu.

## Biografia
Renzo Fratini va ser ordenat prevere el 6 de setembre de 1969 pel bisbe Ersilio Tonini. Va anar a l'Acadèmia pontifícia eclesiàstica i va entrar en els serveis diplomàtics de la Santa Seu.
El 7 d'agost de 1993, és nomenat arquebisbe titular de Botriana i Nunci apostòlic al Pakistan pel papa Joan Pau II.
Rep la consagració episcopal el 2 d'octubre de 1993 de mans del cardenal Angelo Sodano assistit del bisbe Crescencio Sepe i del bisbe Francesco Tarsicio Carboni. El 8 d'agost de 1998, és traslladat com a nunci apostòlic a Indonèsia, i a Timor Oriental a partir del 24 de juny de 2003.
El 27 de gener de 2004, és enviat com nunci apostòlic a Nigèria.
El 20 d'agost de 2009 el papa Benet XVI el nomena nunci apostòlic a Espanya i a Andorra, succeint a Manuel Monteiro de Castro, cridat a acabar la seva carrera en el si de la Cúria Pontifícia.
Amb ocasió del projecte d'exhumació de Francisco Franco del seu mausoleu per posar-ho en un lloc més discret, va reaccionar fortament contra aquest projecte. El govern espanyol va protestar contra la ingerència del nunci. El papa Francesc accepta la dimissió de Renzo Fratini el 4 de juliol següent.